# Blanco, Texas
Blanco är en ort i Blanco County i Texas. Vid 2010 års folkräkning hade Blanco 1 739 invånare.